# 義勇
| ウィキペディアには「義勇」という見出しの百科事典記事はありません（タイトルに「義勇」を含むページの一覧/「義勇」で始まるページの一覧）。 代わりにウィクショナリーのページ「義勇」が役に立つかもしれません。 |